# Mihai-Viorel Fifor
Mihai-Viorel Fifor (ur. 10 maja 1970 w Turnu Severin) – rumuński polityk, senator i deputowany, w 2017 minister gospodarki, w latach 2017–2018 minister obrony narodowej, od 16 do 29 stycznia 2018 pełniący obowiązki premiera, w 2019 wicepremier.

## Życiorys
Absolwent filozofii na Universitatea din Craiova (1994), na tej samej uczelni uzyskał magisterium z literatury (1995) i doktorat z antropologii społecznej (2003). W 2007 został magistrem zarządzania sprawami publicznymi w SNSPA w Bukareszcie.
W latach 1994–2001 pracował w jednym z instytutów naukowych Academia Română, następnie do 2005 był dyrektorem centrum zajmującego się ochroną i promocją kultury tradycyjnej w okręgu Dolj. W latach 2005–2009 i 2009–2012 zajmował stanowisko dyrektora placówki muzealnej Muzeul Olteniei w Krajowie. W międzyczasie w 2009 pełnił funkcję sekretarza stanu w ministerstwie administracji i spraw wewnętrznych. Ponownie sprawował ten urząd w 2012.
Zaangażował się w działalność polityczną w ramach Partii Socjaldemokratycznej. W 2010 został przewodniczącym miejskich struktur PSD, a w 2016 przewodniczącym rady krajowej partii. W 2012 po raz pierwszy wybrany w skład Senatu, z powodzeniem ubiegał się o reelekcję w wyborach w 2016.
W czerwcu 2017 objął urząd ministra gospodarki w rządzie Mihaia Tudosego. We wrześniu 2017 w tym samym gabinecie zastąpił Adriana Țuțuianu na stanowisku ministra obrony narodowej.
16 stycznia 2018 objął czasowo pełnienie obowiązków premiera po rezygnacji złożonej przez Mihaia Tudosego. Pełnił tę funkcję do 29 stycznia, gdy urzędowanie rozpoczął rząd Vioriki Dăncili. W gabinecie tym pozostał na funkcji ministra obrony narodowej, zakończył jednak urzędowanie w listopadzie 2018. Powrócił w skład tego rządu w lipcu 2019 jako wicepremier do spraw współpracy międzynarodowej. Funkcję tę pełnił do listopada tegoż roku. W wyborach w 2020 uzyskał mandat posła do Izby Deputowanych (reelekcja w 2024).